# امامزاده علویان
امامزاده علویان  مربوط به دوره صفوی است و در سمنان، محلات ثلاث واقع شده و این اثر در تاریخ ۳۰ شهریور ۱۳۷۸ با شمارهٔ ثبت ۲۴۲۲ به‌عنوان یکی از آثار ملی ایران به ثبت رسیده است.